# مقاطعة لوغان (إلينوي)
مقاطعة لوغان (بالإنجليزية: Logan County)‏ هي إحدى المقاطعات في ولاية إلينوي في الولايات المتحدة الأمريكية.

## معرض صور

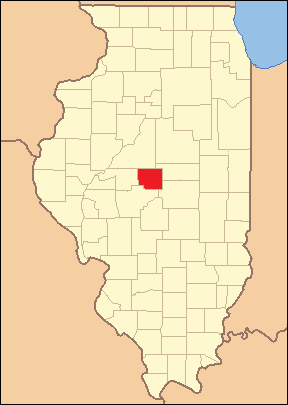
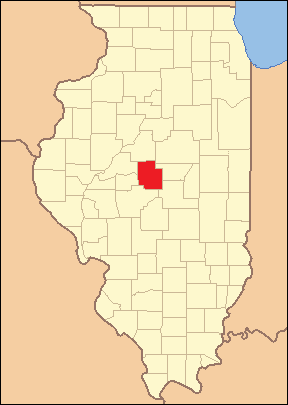
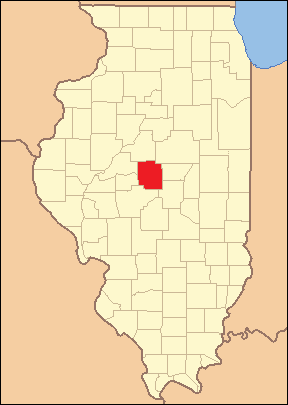